# ブーリン・グラウンド
ブーリン・グラウンド(Boleyn Ground)、通称アップトン・パーク(Upton Park)は、イングランド, ロンドン, ニューアム(en), アップトン・パーク(en)にあったスタジアム。オープン当初から2016年までウェストハム・ユナイテッドFCのホームスタジアムとなっていた。

## 歴史
このスタジアムは、1904年に開場し、2016年までウェストハムの本拠地として使われた。
1912年あたりに、イーストハムにあるグリーン・ストリート・ハウスとグラウンドをカトリック教会からウェストハムが借り受けた。
グリーン・ストリート・ハウスは、その堂々としたたたずまいと、アン・ブーリンが滞在または所有していたと思われることから、地元の人にはブーリン城として知られていた。ブーリン城のグラウンドということから、ブーリン・グラウンドという名前になった。今日、このスタジアムはその所在地からとったアップトン・パークの名でより有名である。

## 入場者数

### 平均入場者数
- 2007-2008: 33,894 (プレミアリーグ)
- 2006-2007: 34,722 (プレミアリーグ)
- 2005-2006: 33,743 (プレミアリーグ)
- 2004-2005: 27,403 (チャンピオンシップ)

### 最大入場者数
- 42,322 (旧ディビジョン1) ウェストハム v トッテナム, 1970.10.17
- 35,050 (プレミアリーグ) ウェストハム v マンチェスター・シティ, 2002.9.21